# Ectopoides brevicornis
Ectopoides brevicornis är en stekelart som först beskrevs av Joseph Kriechbaumer 1890.  Ectopoides brevicornis ingår i släktet Ectopoides och familjen brokparasitsteklar. Inga underarter finns listade i Catalogue of Life.